# Monte Carlos V
Monte Carlos V är ett berg i Antarktis. Det ligger i Västantarktis. Argentina, Chile och Storbritannien gör anspråk på området. Toppen på Monte Carlos V är 22 meter över havet.
Terrängen runt Monte Carlos V är varierad. Havet är nära Monte Carlos V åt nordväst. Trakten är glest befolkad. Närmaste befolkade plats är Gonzalez Videla Station, 2,1 kilometer öster om Monte Carlos V.